# NBA 1968/69
NBA 1968/69 was het 23e seizoen van de NBA. Het begon op 15 oktober 1968 en eindigde op 5 mei 1969, toen Boston Celtics de zevende wedstrijd van de NBA Finale met 108-106 won en daarmee op 4-3 kwam in de serie tegen verliezend finalist LA Lakers. Wes Unseld van Baltimore Bullets werd verkozen tot NBA Most Valuable Player. Dit seizoen was het eerste waarin er daarnaast ook een NBA Finals Most Valuable Player werd verkozen. Dat was Jerry West van de LA Lakers.
De NBA breidde in het seizoen 1968/69 uit van twaalf naar veertien teams. Dat betekende de oprichting van de Phoenix Suns en de Milwaukee Bucks. Celtics-speler Bill Russell won in het seizoen 1968/69 zijn elfde en laatste NBA-titel. Daarmee werd hij de speler met de meeste NBA-titels aller tijden. De laatste wedstrijd van de finale was ook de laatste wedstrijd van Russells carrière. Datzelfde gold voor zijn ploeggenoot Sam Jones, die samen met Russell tien NBA-titels won. Seizoen 1968/69 was het eerste seizoen in de NBA voor Elvin Hayes.

## Eindstand regulier seizoen
| Eastern Division   | W  | V  |
| ------------------ | -- | -- |
| Baltimore Bullets  | 57 | 25 |
| Philadelphia 76ers | 55 | 27 |
| New York Knicks    | 54 | 28 |
| Boston Celtics     | 48 | 34 |
| Cincinnati Royals  | 41 | 41 |
| Detroit Pistons    | 32 | 50 |
| Milwaukee Bucks    | 27 | 55 |

| Western Division       | W  | V  |
| ---------------------- | -- | -- |
| LA Lakers              | 55 | 27 |
| Atlanta Hawks          | 48 | 34 |
| San Francisco Warriors | 41 | 41 |
| San Diego Rockets      | 37 | 45 |
| Chicago Bulls          | 33 | 49 |
| Seattle SuperSonics    | 30 | 52 |
| Phoenix Suns           | 16 | 66 |

## Playoffs
|  | Division Semifinals    | Division Semifinals |                 |   | Division Finals | Division Finals |  |  | NBA Finale | NBA Finale |
|  |                        |                     |                 |   |                 |                 |  |  |            |            |
|  |                        |                     |                 |   |                 |                 |  |  |            |            |
|  |                        |                     |                 |   |                 |                 |  |  |            |            |
|  |                        |                     |                 |   |                 |                 |  |  |            |            |
|  | Baltimore Bullets      | 0                   |                 |   |                 |                 |  |  |            |            |
|  | Baltimore Bullets      | 0                   |                 |   |                 |                 |  |  |            |            |
|  | New York Knicks        | 4                   |                 |   |                 |                 |  |  |            |            |
|  | New York Knicks        | 4                   | New York Knicks | 2 |                 |                 |  |  |            |            |
|  |                        |                     | New York Knicks | 2 |                 |                 |  |  |            |            |
|  |                        | Boston Celtics      | 4               |   |                 |                 |  |  |            |            |
|  | Boston Celtics         | Boston Celtics      | 4               | 4 |                 |                 |  |  |            |            |
|  | Boston Celtics         |                     |                 | 4 |                 |                 |  |  |            |            |
|  | Philadelphia 76ers     | 1                   |                 |   |                 |                 |  |  |            |            |
|  | Philadelphia 76ers     | 1                   | Boston Celtics  | 4 |                 |                 |  |  |            |            |
|  |                        |                     | Boston Celtics  | 4 |                 |                 |  |  |            |            |
|  |                        | LA Lakers           | 3               |   |                 |                 |  |  |            |            |
|  | LA Lakers              | LA Lakers           | 3               | 4 |                 |                 |  |  |            |            |
|  | LA Lakers              |                     |                 | 4 |                 |                 |  |  |            |            |
|  | San Francisco Warriors | 2                   |                 |   |                 |                 |  |  |            |            |
|  | San Francisco Warriors | 2                   | LA Lakers       | 4 |                 |                 |  |  |            |            |
|  |                        |                     | LA Lakers       | 4 |                 |                 |  |  |            |            |
|  |                        | Atlanta Hawks       | 1               |   |                 |                 |  |  |            |            |
|  | San Diego Rockets      | Atlanta Hawks       | 1               | 2 |                 |                 |  |  |            |            |
|  | San Diego Rockets      |                     |                 | 2 |                 |                 |  |  |            |            |
|  | Atlanta Hawks          | 4                   |                 |   |                 |                 |  |  |            |            |
|  | Atlanta Hawks          | 4                   |                 |   |                 |                 |  |  |            |            |

## Beste statistieken
- Meeste punten: Elvin Hayes (San Diego Rockets)
- Meeste rebounds: Wilt Chamberlain (LA Lakers)
- Meeste assists: Oscar Robertson (Cincinnati Royals)
- Hoogste percentage veldscores: Wilt Chamberlain (LA Lakers)
- Hoogste percentage vrije worpen: Larry Siegfried (Boston Celtics)

1950 · 1951 · 1952 · 1953 · 1954 · 1955 · 1956 · 1957 · 1958 · 1959 · 
1960 · 1961 · 1962 · 1963 · 1964 · 1965 · 1966 · 1967 · 1968 · 1969 · 
1970 · 1971 · 1972 · 1973 · 1974 · 1975 · 1976 · 1977 · 1978 · 1979 · 
1980 · 1981 · 1982 · 1983 · 1984 · 1985 · 1986 · 1987 · 1988 · 1989 · 
1990 · 1991 · 1992 · 1993 · 1994 · 1995 · 1996 · 1997 · 1998 · 1999 · 
2000 · 2001 · 2002 · 2003 · 2004 · 2005 · 2006 · 2007 · 2008 · 2009 · 
2010 · 2011 · 2012 · 2013 · 2014 · 2015 · 2016 · 2017 · 2018 · 2019 · 
2020 · 2021 · 2022 · 2023 · 2024